# 道の駅日和佐
道の駅日和佐（みちのえき ひわさ）は、徳島県海部郡美波町にある国道55号の道の駅である。

## 概要
四国で3箇所目、全国で11箇所目の、鉄道駅と一体になった道の駅である。なお西日本で3つある同様の道の駅は、道の駅田野駅屋と道の駅やすであり、すべて国道55号沿いに存在する。物産館横の通路からJR牟岐線（阿波室戸シーサイドライン）日和佐駅ホームに直接入ることができるほか、東口（駅舎正面側）とは跨線橋の自由通路で結ばれており、道の駅内の物産館で乗車券も販売されている。
道の駅内で湧出した温泉による足湯がある。
2015年1月30日に地域活性化の拠点となる企画の具体化に向け、地域での意欲的な取組が期待できるものとして、重点「道の駅」候補 に選定された。

## 施設
- 駐車場
  - 普通：57台
  - 大型：7台
  - 身障者用：3台
- トイレ（いずれも24時間利用可能）
  - 男：大 3器、小 10器
  - 女：13器
  - 身障者用：2器
- 公衆電話：1台
- 休憩処（足湯、無料）
- 物産館
- 産直館
- 公衆無線LAN
- EVスポット（電気自動車用充電器）

## 休館日
- 年中無休（産直館のみ毎週月曜日）

## アクセス
- 国道55号 - 登録路線
  - 徳島県道25号日和佐小野線
- JR四国牟岐線（阿波室戸シーサイドライン）日和佐駅から徒歩
- 徳島バス室戸・生見・阿南大阪線日和佐バス停直結

## 周辺
- 薬王寺 - 四国八十八箇所第二十三番札所、阿南室戸歴史文化道
- 大浜海岸（うみがめ産卵地）
- うみがめ博物館カレッタ
- 日和佐城
- えびす洞
- 千羽海崖
- 美波町役場
- 徳島県南部総合県民局美波庁舎